# Villavaliente
Villavaliente ist ein Ort und eine Gemeinde (municipio) mit 201 Einwohnern (Stand: 2024) im Osten der Provinz Albacete in der Autonomen Region Kastilien-La Mancha im Südosten Spaniens. Sie ist Teil der Comarca La Manchuela. 

## Lage und Klima
Villavaliente liegt etwa 31 Kilometer (Fahrtstrecke) ostnordöstlich der Provinzhauptstadt Albacete in einer Höhe von ca. 725 m. Das Klima im Winter ist gemäßigt, im Sommer dagegen warm bis heiß; die eher geringen Niederschlagsmengen (362 mm/Jahr) fallen – mit Ausnahme der nahezu regenlosen Sommermonate – verteilt übers ganze Jahr.

## Bevölkerungsentwicklung
| Jahr      | 1970 | 1981 | 1991 | 2001 | 2011 | 2021 |
| Einwohner | 547  | 388  | 324  | 273  | 271  | 216  |

## Sehenswürdigkeiten
- Annenkirche (Iglesia de Santa Ana)

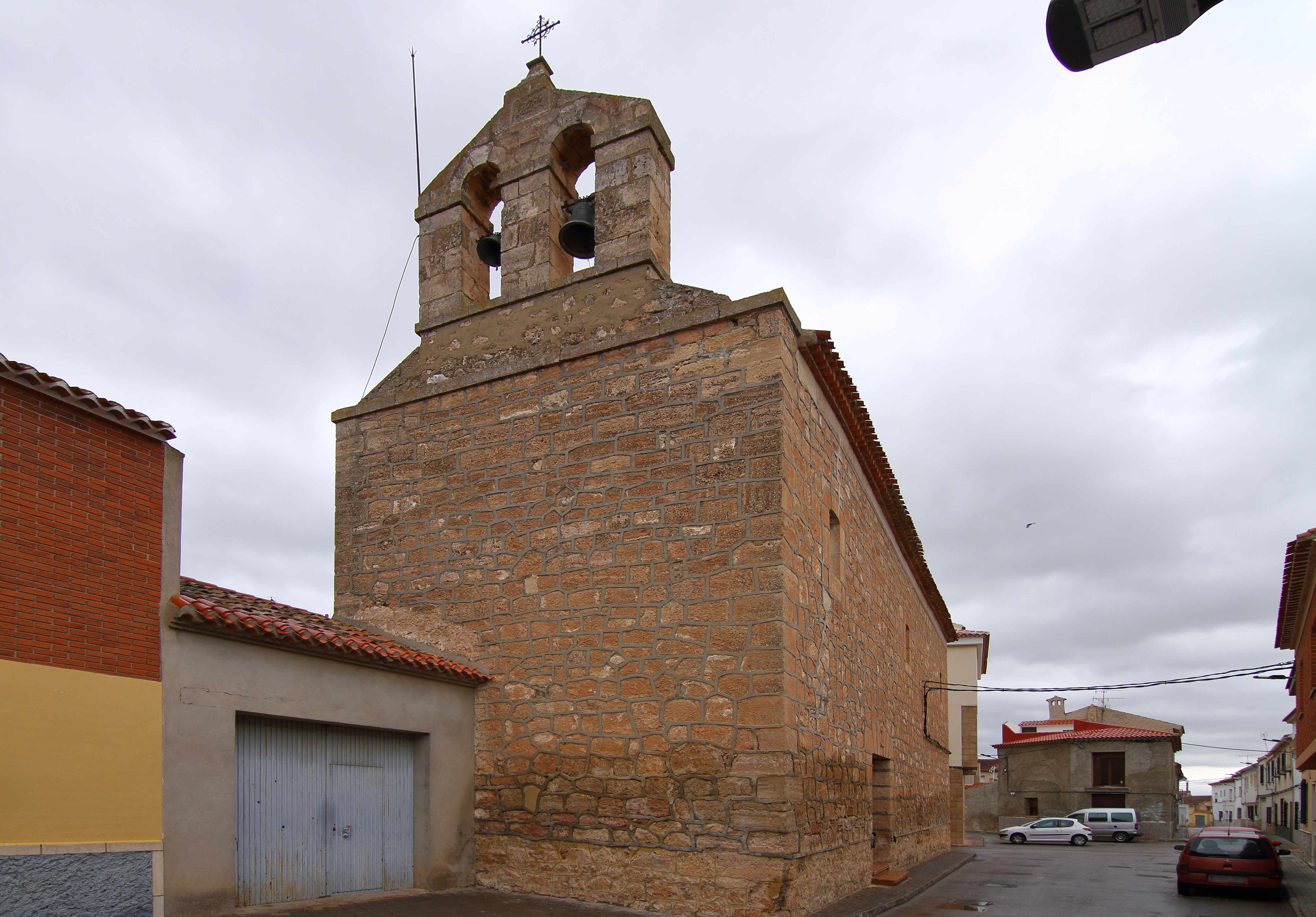
Annenkirche
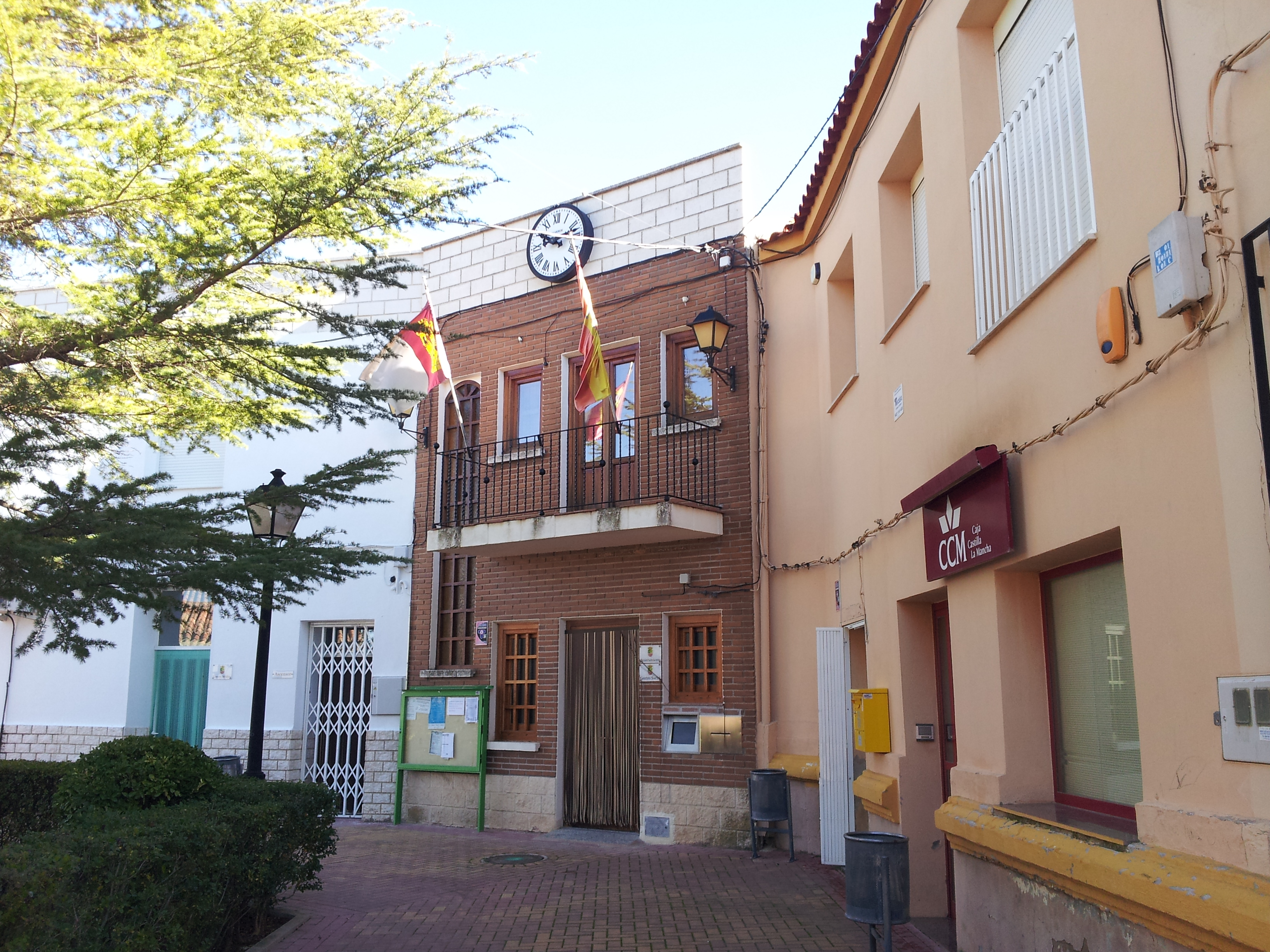
Rathaus